# 水主町 (名古屋市)
水主町（かこまち）は、愛知県名古屋市中村区の地名。

## 歴史

### 町名の由来
尾張藩の軍用船を管理する水主がいた町であることに由来する。

### 沿革
- 1878年（明治11年）12月28日 - 愛知郡日置村および同郡広井村の各一部により、名古屋区水主町として成立[1]。
- 1889年（明治22年）10月1日 - 名古屋市成立に伴い、同市水主町となる[1]。
- 1908年（明治41年）4月1日 - 中区成立に伴い、同区水主町となる[1]。
- 1928年（昭和3年）3月20日 - 2丁目23に豊田石炭株式会社が成立する[5]。この会社は石炭の販売および運送業を目的として設立されたもので、社長に藍川清成が就いている[5]。
- 1944年（昭和19年）2月11日 - 中村区編入に伴い、同区水主町となる[1]。
- 1981年（昭和56年）6月7日 - 名駅南二丁目・同三丁目および松重町に編入され、堀川部分を残して大部分が消滅[1]。
交差点（江川線と大須通）や周辺施設（郵便局や外食チェーンの支店名など）には名前が残っている。

## 周辺の道路
- 江川線（名古屋市道江川線）
- 大須通
- 名古屋高速道路都心環状線